# Sokoľany
Sokoľany este o comună slovacă, aflată în districtul Košice-okolie din regiunea Košice. Localitatea se află la altitudinea de 213 m deasupra n.m., se întinde pe o suprafață de 10,57 km2 și în 2017 număra 1.342 de locuitori.

## Istoric
Localitatea Sokoľany este atestată documentar din 1268.

## Demografie
| An:                | 1994 | 2004    | 2014    | 2024   |
| ------------------ | ---- | ------- | ------- | ------ |
| Număr de persoane: | 1009 | 1118    | 1309    | 1358   |
| Diferență:         |      | +10,80% | +17,08% | +3,74% |

| An:                | 2023 | 2024   |
| ------------------ | ---- | ------ |
| Număr de persoane: | 1357 | 1358   |
| Diferență:         |      | +0,07% |